# Shane Connaughton
Pour les articles homonymes, voir Connaughton.
Shane Connaughton, né le 4 avril 1941 à Kingscourt, dans le comté de Cavan, (Irlande), est un scénariste et acteur irlandais.

## Biographie
Connaughton a suivi les cours du Bristol Old Vic Theatre School. Il a travaillé comme acteur de théâtre et cinéma.
Il apparaît dans Coronation Street, Mike Leigh's Four Days in July, L'Étrangère de Neil Jordan, et The Playboys, entre autres.
Connaughton est marié et a deux enfants. Il habite à Londres la majorité du temps.
Ses deux premiers livres sont situés à Redhills, village du comté de Cavan où il a grandi. The Playboys et The Run of the Country y ont été filmés.

## Filmographie

### Au cinéma et à la télévision

#### Acteur
- 1970 : Coronation Street
- 1971 : Armchair Theatre
- 1971 : Play for Today
- 1973 : Crown Court
- 1975 : Piano Smashers of the Golden Sun
- 1981 : Maybury
- 1984 : Four Days in July
- 1986 : Screen Two
- 1990 : Screenplay
- 1991 : L'Étrangère : le père de Rose
- 1992 : The Playboys : Customs Officer
- 1993 : Les Aventures du jeune Indiana Jones
- 2001 : 1943, l'ultime révolte
- 2008 : Ghostwood : Fr Frank
- 2017 : No Party for Billy Burns : Old Jim Nannery
- 2018 : Vanilla

#### Producteur
- 1995 : The Run of the Country

#### Scénariste
- 1973 : Six Days of Justice
- 1974 : Crown Court
- 1981 : Maybury
- 1981 : The Dollar Bottom
- 1983 : Every Picture Tells a Story
- 1985 : Black Silk
- 1989 : My Left Foot
- 1990 : The Lilac Bus
- 1991 : Murder in Eden
- 1992 : The Playboys
- 1994 : Screen Two
- 1995 : The Run of the Country
- 2004 : The Blackwater Lightship
- 2005 : Tara Road